# Вашингтонский кафедральный собор
Кафедральный собор святых Петра и Павла, или Вашингтонский кафедральный собор, на английском языке широко известен как Вашингтонский Национальный Собор,— главный собор англиканской Епископальной церкви США, расположен в Вашингтоне, столице Соединенных Штатов Америки. Здание собора выполнено в неоготическом стиле по образцу английской готики конца четырнадцатого века. По величине является пятым кафедральным собором в мире, и вторым в США, и третьим по высоте зданием в Вашингтоне, округ Колумбия.
При закладке первого камня в основание собора 29 сентября 1907 года присутствовал президент Теодор Рузвельт. Строительство продолжалось 83 года и торжественно завершилось в 1990 году в присутствии президента Джорджа Буша-старшего. Собор находится под управлением созданного для этой цели Протестантского епископального кафедрального фонда с момента решения Конгресса о его строительстве 6 января 1893 года. Здание находится на пересечении Массачусетс и Висконсин-авеню на северо-западе Вашингтона. Входит в Национальный реестр исторических мест США. С 2007 года, здание занимает третье место в списке «Любимая архитектура Америки» Американского института архитекторов. 23 августа 2011 в результате землетрясения три шпиля одной из башен здания сломались, а четвёртый — покосился. Повреждения получили и другие части собора.

## Архитектура
Было выбрано место на горе Сент-Албан. Генри Йейтс Саттерли, первый епископальный епископ Вашингтонской епархии, выбрал Джорджа Фредерика Бодли, ведущего британского архитектора англиканских церквей, в качестве главного архитектора. Генри Воган был выбран наблюдательным архитектором.
Строительство началось 29 сентября 1907 года с торжественного обращения президента Теодора Рузвельта и закладки краеугольного камня. В 1912 году в Вифлеемской часовне открылись службы в недостроенном соборе, которые с тех пор продолжаются ежедневно. Когда строительство собора возобновилось после короткого перерыва на Первую Мировую Войну, Бодли и Воган уже умерли. Американский архитектор Филипп Хьюберт Фроман взял на себя проектирование собора и в дальнейшем был назначен главным архитектором.
Конечный дизайн собора демонстрирует смесь готических средневековых архитектурных стилей.
Основным материалом при строительстве послужил бежевый песчаник из каменоломен центральной Индианы. Современные материалы применялись только для балок и стропил, которые были сделаны из дерева со сталью. Кроме этого, для основания структур, поддерживающих колокола, и пола западных башен использовался бетон.
Амвон, или пюпитр, был вырезан из камней Кентерберийского собора, а кафедра епископа была сделана из камня, предоставленного Гластонберийским аббатством. Высокий, или Иерусалимский, алтарь, сделан из песчаника Соломоновых каменоломен близ Иерусалима, из которых добывался камень для строительства Храма Соломона. В пол перед алтарём заложены десять камней из Часовни Моисея на горе Синай, символизирующие Десять заповедей.
Из более чем 200 стеклянных мозаичных окон самое известное — т. н. «космическое окно» в честь высадки человека на Луну, которое включает фрагмент лунного камня, инкрустированного в центр мозаики.

## История

### Национальная роль
С самого основания, Кафедральный Собор планировался не просто как обычный собор Епископальной церкви. По замыслу строителей он должен был приобрести такое же значение для Соединённых Штатов Америки, какую имеет Вестминстерское аббатство для Великобритании. Они хотели, чтобы он стал национальной святыней и местом проведения величайших богослужений. На протяжении большей части истории Собора, это выражалось в фразе «дом молитвы для всех людей». В более позднее время стали использоваться фразы «национальный молитвенный дом» и «духовный дом для нации».
Во время Второй Мировой Войны здесь проводились ежемесячные службы «от имени объединенного народа в чрезвычайное время». До и после этого в здании проводились другие крупные мероприятия, как религиозные, так и светские, которые привлекали внимание американского народа, а также туристов со всего мира.
Именно с «Кентерберийской кафедры» Вашингтонского Кафедрального Собора преподобный Мартин Лютер Кинг-младший произнес свою последнюю воскресную проповедь 31 марта 1968 года, всего за несколько дней до своего убийства в апреле 1968 года. Поминальная служба по Кингу была проведена в соборе позднее на той же неделе.

## Захоронения известных людей
Вашингтонский Кафедральный Собор и его колумбарий является местом захоронения многих известных американцев.
- Джордж Дьюи (1837—1917) — адмирал США
- Хелен Адамс Келлер (1880—1968) — американская писательница
- Генри Й.Саттерли (1843—1908) — первый епископ Вашингтона
- Энн Салливан (1866—1936) — известный педагог
- Стюарт Саймингтон (1901—1988) — американский политик, сенатор и кандидат в президенты
- Вудро Вильсон (1856—1924) — 28-й Президент США
- Эдит Вильсон (1872—1961) — вторая жена Вудро Вильсона, первая леди
- Корделл Халл (1871—1955) — 47-й госсекретарь США
- Томас К. Вассон (1896—1948) — дипломат и генеральный консул США в Иерусалиме
- Мэтью Шепард (1976—1998) — видный деятель ЛГБТ, жертва преступления на почве ненависти[12].
- Норман Принс[англ.] (1887—1916) — летчик-истребитель, член летного корпуса Эскадрильи Лаффает

В соборе проходили траурные церемонии перед похоронами следующих Президентов США:
- Гарри Труман (1884—1972) — 33-й Президент США (1972)
- Дуайт Эйзенхауэр (1890—1969) — 34-й Президент США (1969)
- Джеральд Форд (1913—2006) — 38-й Президент США (2007)
- Джимми Картер (1924—2024) — 39-й Президент США (2025)
- Рональд Рейган (1911—2004) — 40-й Президент США (2004)
- Джордж Буш-старший (1924—2018) — 41-й Президент США (2018)

Другие мероприятия включая:
- Панихида по погибшим во время войны во Вьетнаме 14 ноября 1982 года
- Поминальная служба по жертвам терактов 11 сентября 2001 года
- Межконфессиональная служба молитвы и поминовения: Пятнадцатая годовщина терактов 11 сентября 2001 года, воскресенье 11 сентября 2016 года
- Панихида по астронавту НАСА и первому человеку на Луне Нилу Армстронгу (2012)
- Панихида по бывшему президенту ЮАР и активисту борьбы с апартеидом Нельсону Манделе (2014)

## Венчание однополых пар
9 января 2013 года администрация храма официально заявила о готовности венчать однополые пары.

## Интересные факты
- В 1980-х годах National Geographic провёл конкурс среди детей на лучшую горгулью, которая будет установлена на соборе[15]. На 3 месте оказался Кристофор Рейдер из города Карни, штат Небраска, нарисовавший Дарта Вейдера из Звездных Войн[15][16].

## Галерея

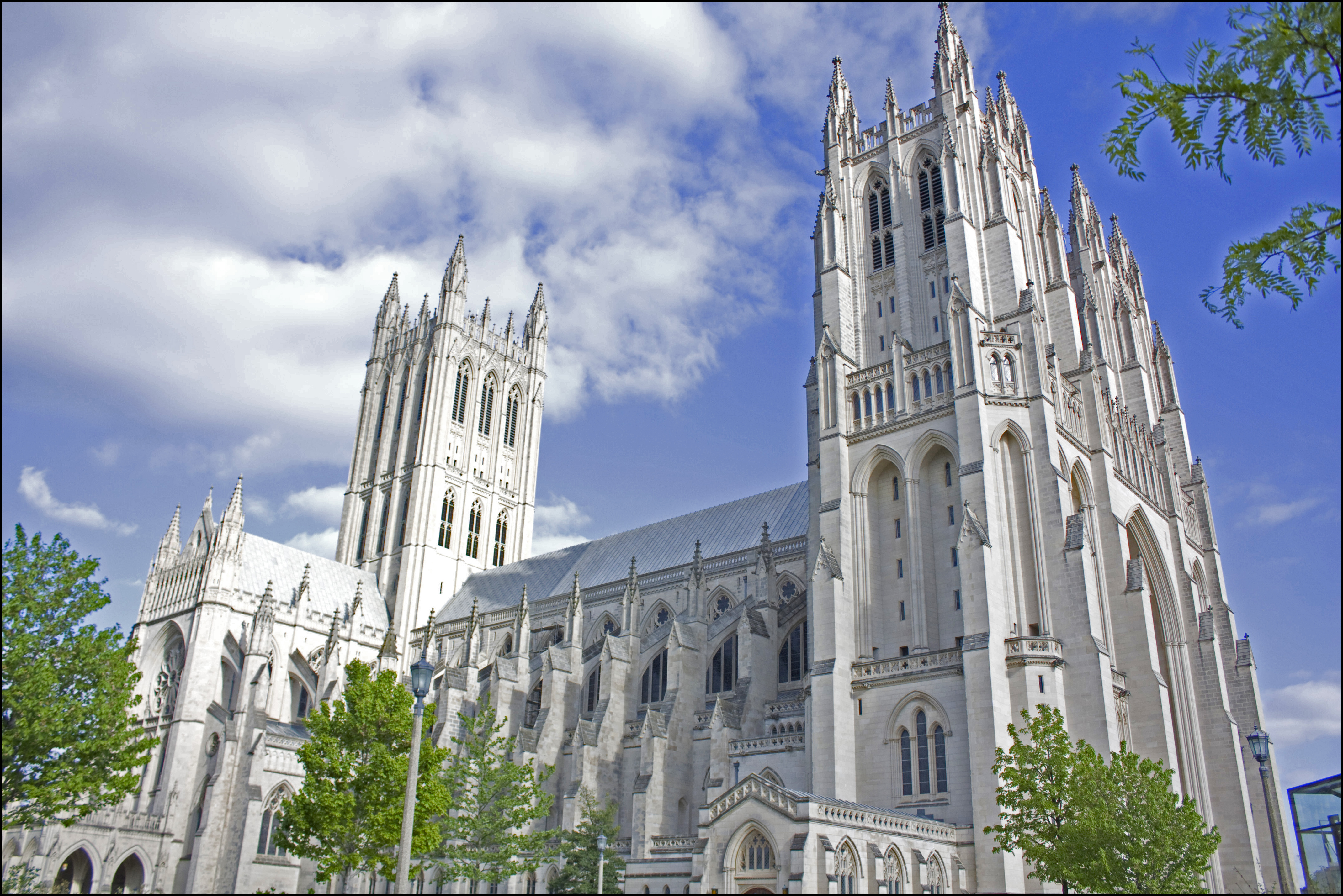
Общий вид собора
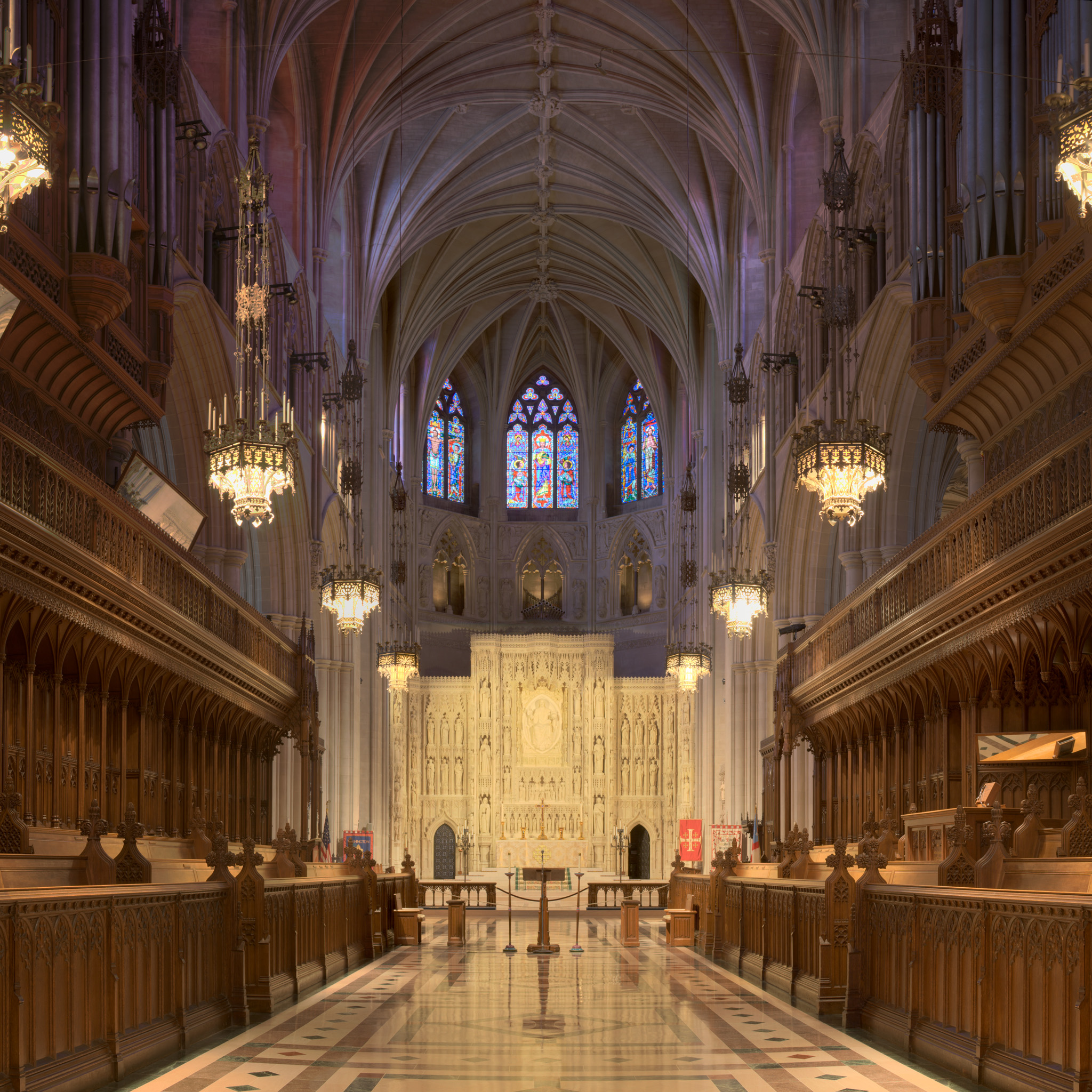
Восточное крыло собора
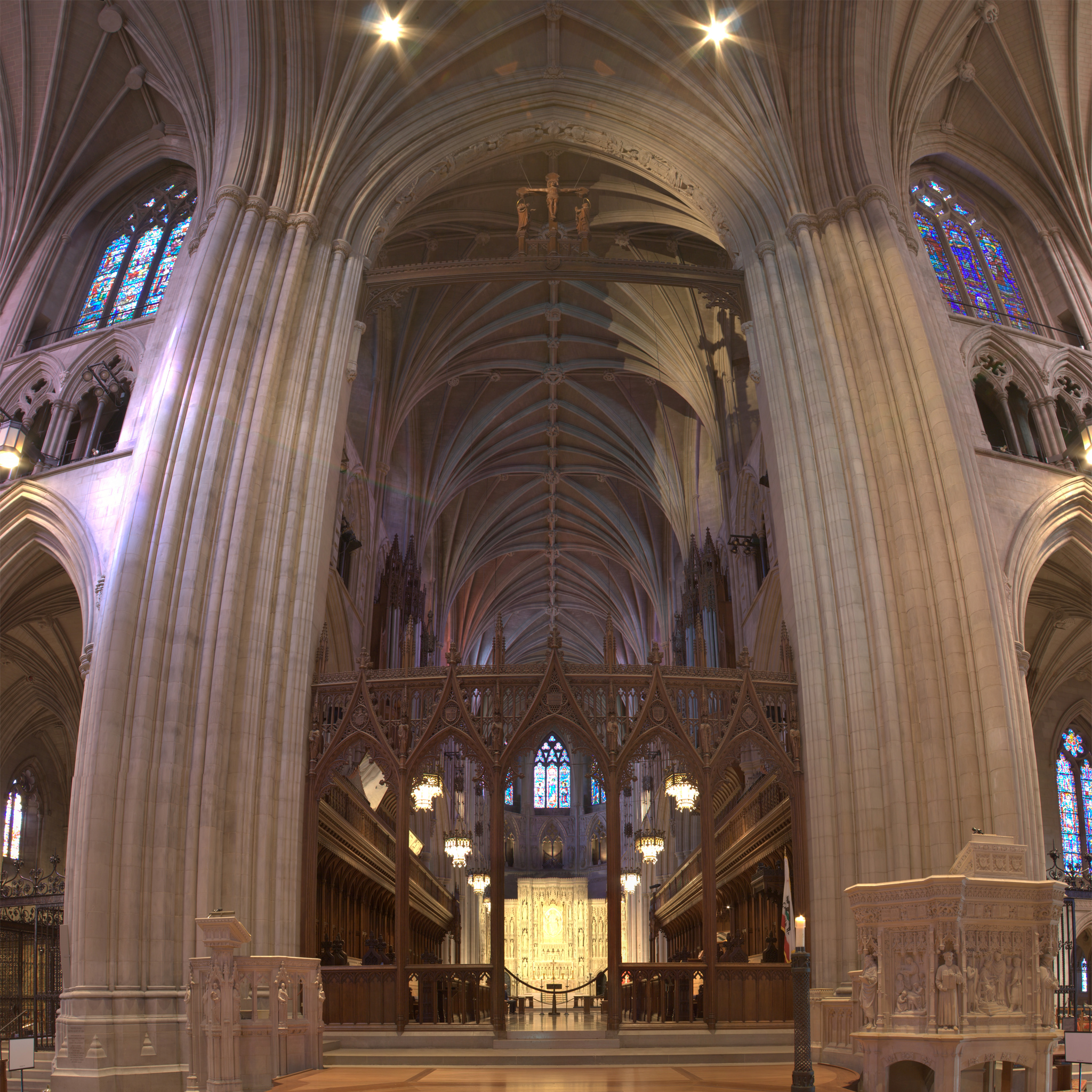
Вид на хоры собора.
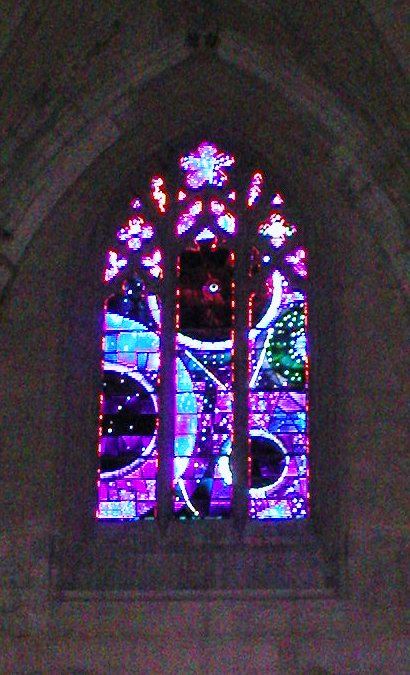
«Космическое окно». Траектория корабля Аполлон Земля-Луна-Земля.
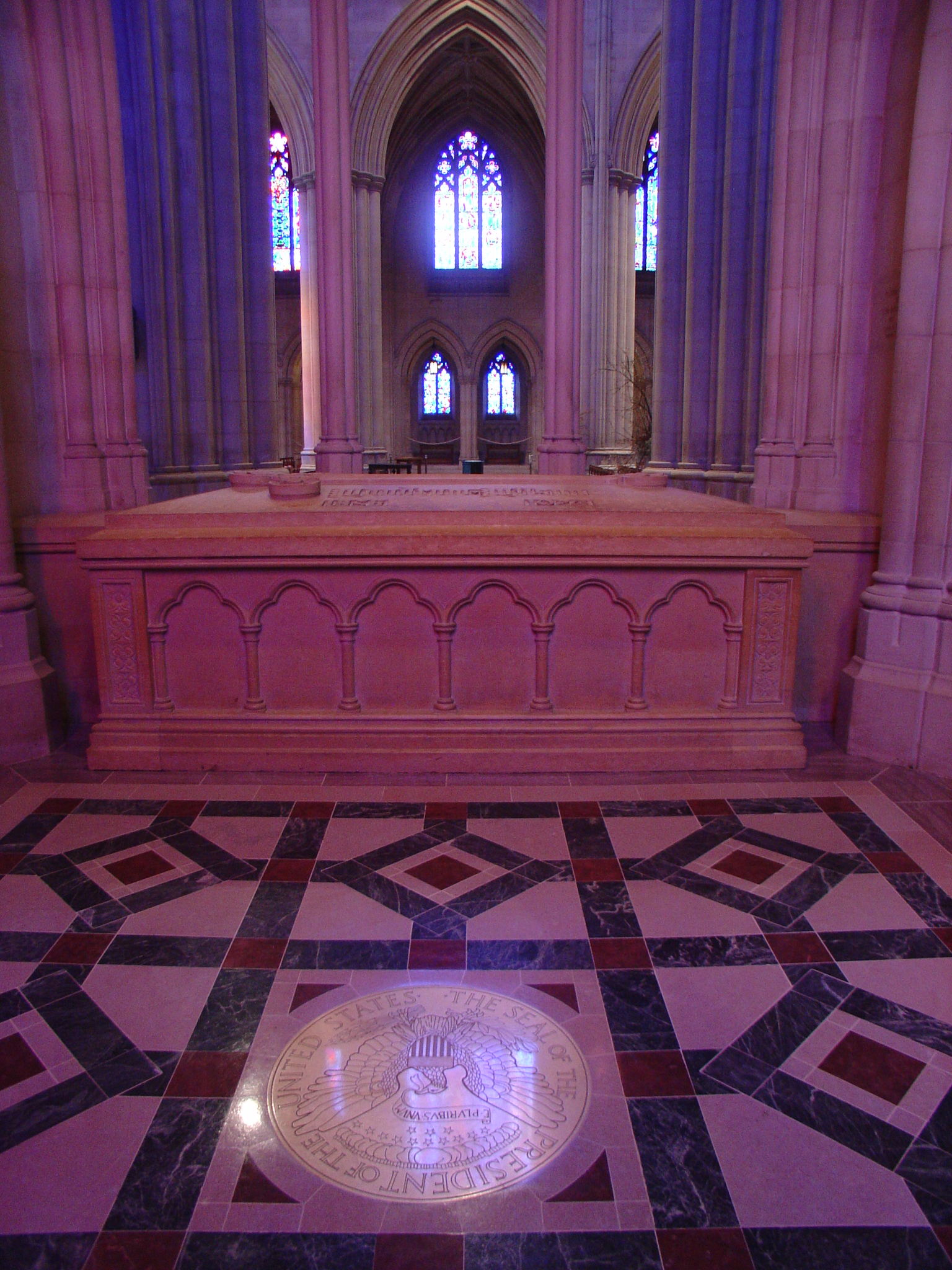
Могила Вудро Вильсона.
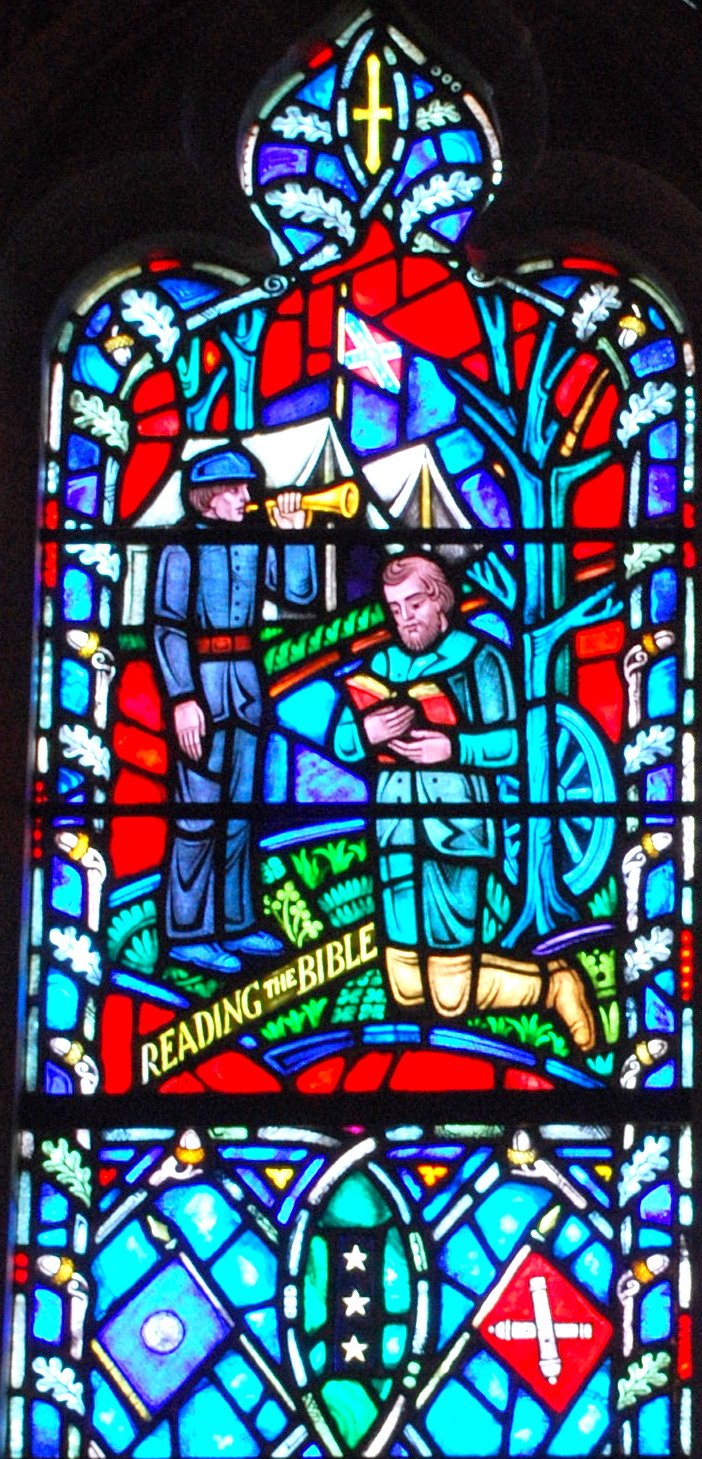
Генерал Томас Джексон в окне Вашингтонского собора. 2017.
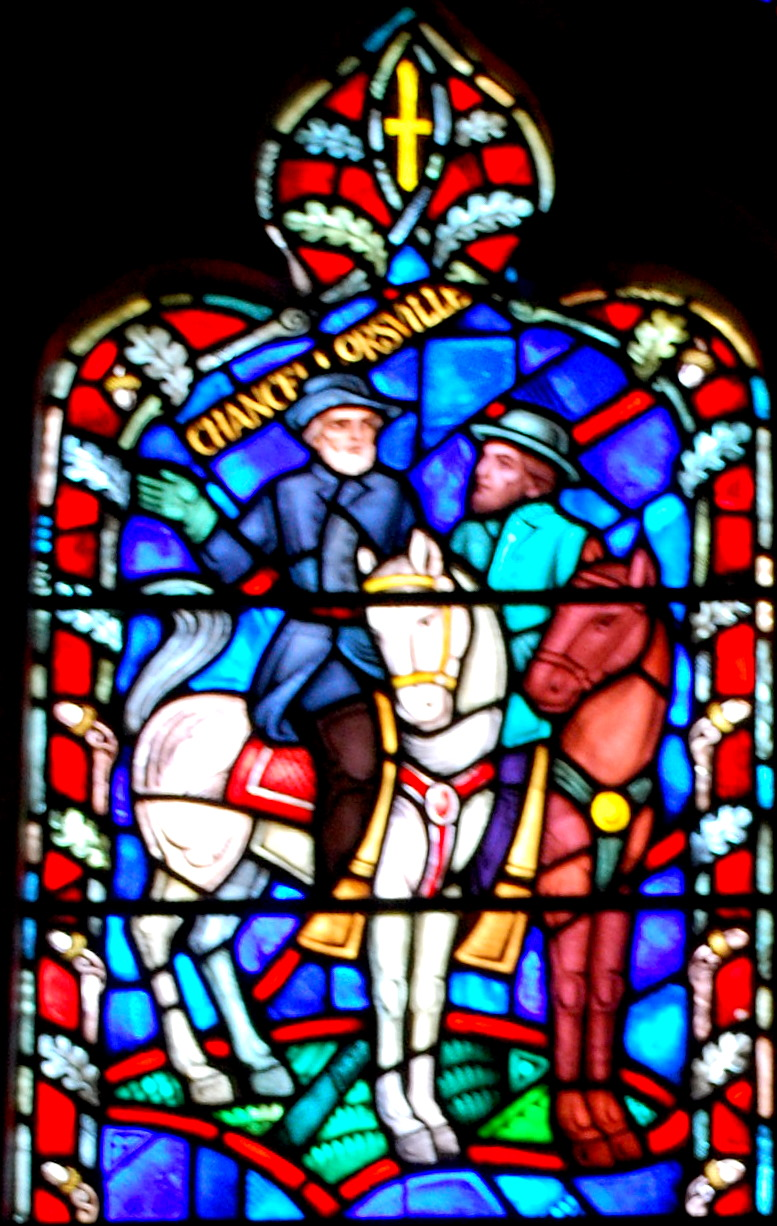
Роберт Эдвард Ли на витраже Вашингтонского собора. 2017.
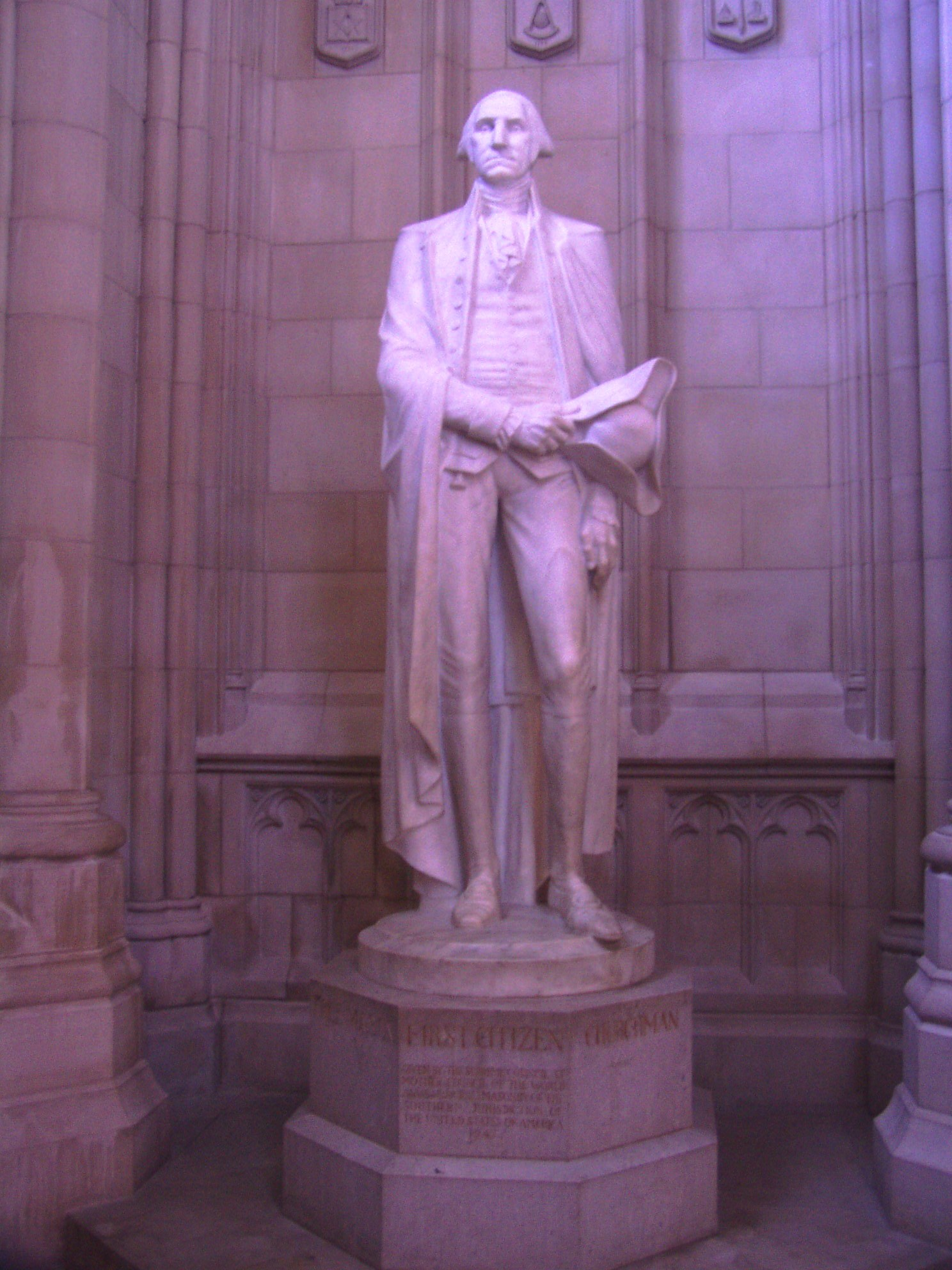
Джордж Вашингтон. Работа Ли Лори
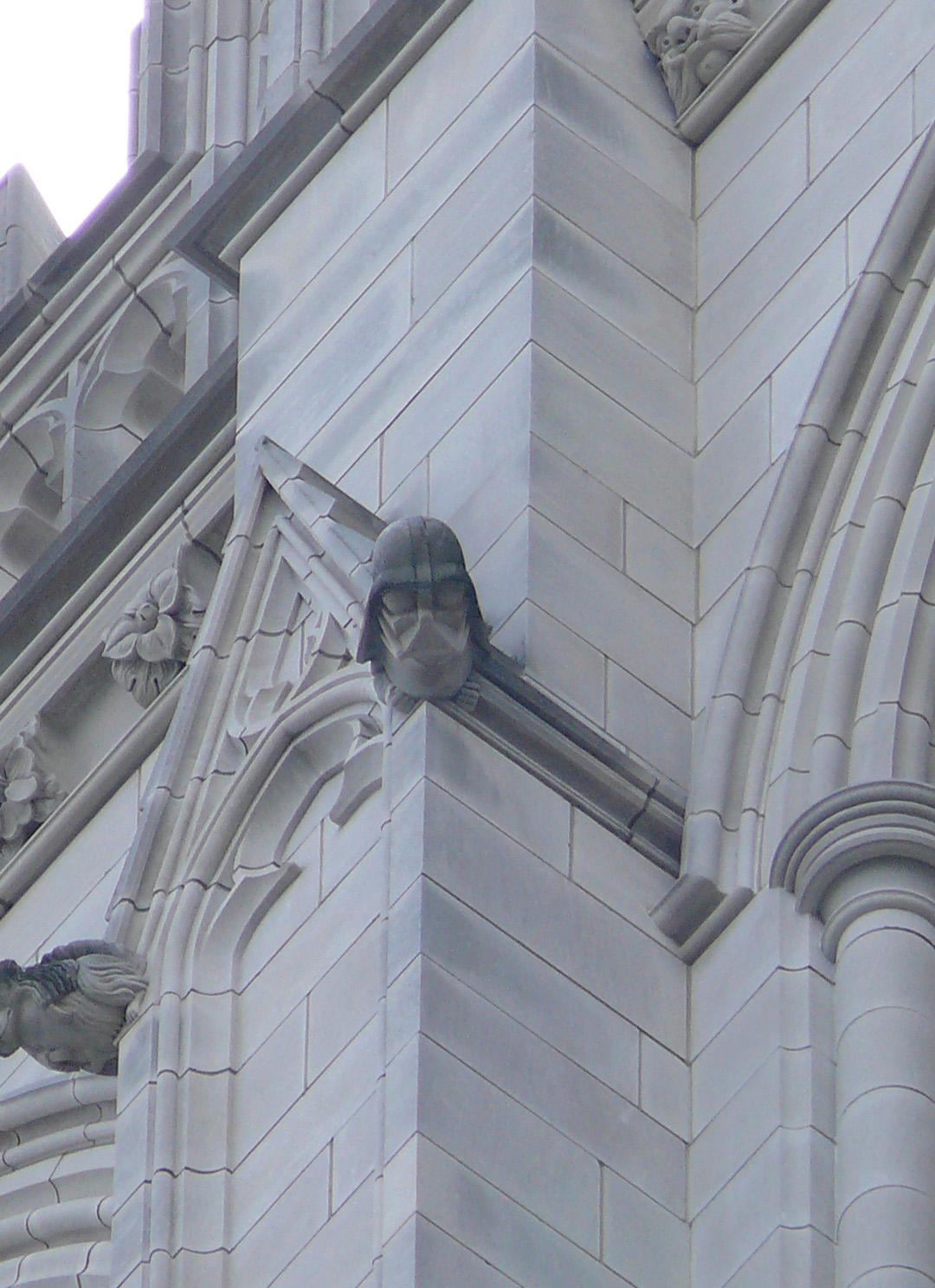
Горгулья в виде Дарта Вейдера из Звездных Войн на фасаде собора